# Denis Schütte
Denis Schütte (19 februari 1999) is een Kroatisch-Duits voetballer die als verdediger voor BSV Schwarz-Weiß Rehden speelt.

## Carrière
Denis Schütte speelde in de jeugd van verschillende Duitse amateurclubs en tot 2018 bij Roda JC Kerkrade. Sinds 2018 speelt hij voor Jong Roda JC en zit ook af en toe op de bank bij het eerste elftal. Hij debuteerde voor Roda op 12 oktober 2019, in de met 4-0 gewonnen thuiswedstrijd tegen Helmond Sport. Hij kwam in de 82e minuut in het veld voor Pepijn Schlösser. In de winterstop van het seizoen 2019/20 vertrok hij transfervrij naar BSV Schwarz-Weiß Rehden.

### Statistieken
| Seizoen                       | Club                    | Land           | Competitie        | Competitie | Competitie | Beker | Beker | Totaal | Totaal |
| Seizoen                       | Club                    | Land           | Competitie        | Wed.       | Dlp.       | Wed.  | Dlp.  | Wed.   | Dlp.   |
| ----------------------------- | ----------------------- | -------------- | ----------------- | ---------- | ---------- | ----- | ----- | ------ | ------ |
| 2018/19                       | Roda JC Kerkrade        | Nederland      | Eerste divisie    | 0          | 0          | 0     | 0     | 0      | 0      |
| 2019/20                       | Roda JC Kerkrade        | Nederland      | Eerste divisie    | 1          | 0          | 0     | 0     | 1      | 0      |
| 2019/20                       | BSV Schwarz-Weiß Rehden | Duitsland      | Regionalliga Nord | 0          | 0          | 0     | 0     | 0      | 0      |
| Carrièretotaal                | Carrièretotaal          | Carrièretotaal | Carrièretotaal    | 1          | 0          | 0     | 0     | 1      | 0      |
| Bijgewerkt op 7 februari 2020 |                         |                |                   |            |            |       |       |        |        |